# أرند
أرند هي قرية في مقاطعة نائين، إيران. يقدر عدد سكانها بـ 40 نسمة بحسب إحصاء 2016.